# Zbigniew Łowżył
Zbigniew Łowżył (* 18. März 1965 in Breslau) ist ein polnischer Komponist, Schlagzeuger, Pianist und Musikpädagoge.
Łowżył studierte bis 1988 Schlagzeug an der Musikakademie Breslau. Von 1988 bis 2004 war er Assistent an der Adam-Mickiewicz-Universität Posen. Dort unterrichtete er Schlagzeug an der Instrumentalabteilung, Jazz- und Popmusik am Institut für Musiktheorie und Komposition, sowie von 1999 bis 2002 Klavierimprovisation an der Fakultät für Musikerziehung und Rhythmik. Außerdem nahm er Lehrtätigkeiten u. a. am Internationalen Kunstzentrum in Posen, am Zentrum für zeitgenössische Kunst Schloss Ujadzowski, am Kulturzentrum Zamek in Posen und bei ArtTrans in Frankfurt (Oder) wahr.
Neben mehreren Musikensembles wie MaidenVoyage, DrumMachina, Bracia Karamazow und Poznański Zespół Perkusyjny gründete und leitet er das Studio Puls i Rytm und die Vereinigung der Künstler und Kunstlieber Totem, die sich der Förderung der Kunst und Kunsterziehung widmet. Als Gründer, Leiter und aktiver Künstler war er an mehreren spartenübergreifenden Kunstveranstaltungen wie Atmosfery (Łódź-Posen-Berlin, 1995), Warsztaty artystyczne Zamek Ujazdowski (Warschau, 1998 und 2000) und Muzyka Świata (Posen, 2001–2004) beteiligt.
Wiederholt nahm er am Internationalen Theaterfestival auf Malta teil, das Projekt Lacher de violons 2000 mit dem französischen Theater TranseExpress wurde auch im Centre Pompidou gezeigt. Seine eigenen Werke im Bereich Autio-Art wurden u. a. beim Audio-Art-Festival in Krakau, beim Festival Baitz mit Klang und beim Musikalischen Frühling in Posen vorgestellt. Er wurde mit der Medal Młodej Sztuki und dem Nagrod Marszałka Województwa Pomorskiego (für seine Schauspielmusik zu Antygona, 1999) ausgezeichnet.

## Werke
- Szepty i Krzyki für gemischten Chor, Cembalo, Bassklarinette und Perkussion (1988)
- Etiudy für Bewegung und Perkussion (1989)
- Four rooms für Perkussionsquartett (1990)
- Koncert na harfę stalową (1993)
- Za siódma górą für sechzehn Metronome und sechzehn Becken (1995)
- Jeden dzień für Jazztrio und Kammerorchester (1996)
- Pieśń für Harfe und Sopran zum Liebeshymnus des Heiligen Paulus (1997)
- Schauspielmusik zu Daina in der Regie von Ewa Wycichowska für Chor (1997)
- Schauspielmusik zu Transss in der Regie von Ewa Wycichowska für Chor (1997)
- Transoceanik für ein Team von zehn Improvisatoren (1998)
- Schauspielmusik zu Ulica mego in der Regie von Adam Ziajski (1998)
- Gdzieś mnie niesie für Klavier, Tabla, Geige und Kontrabass (1999)
- Safona für präpariertes Klavier und rezitierten altgriechischen Text (1999)
- Schauspielmusik zu Antygona von in der Regie Mirek Kocur (1999)
- Schauspielmusik zu Burza von Julia Wernia (1999)
- Schauspielmusik zu W@lka Postu z Karnawałem von Ewa Wycichowska für Chor (2001)
- Symfonia Ogrodów cz. I KOD für Knaben- und Männerchor, Kammerorchester, Sopran und Liveelektronik (2003)
- Schauspielmusik zu Rzeźnia LilaRóż in der Regie von Marcin Liber (2003)
- Schauspielmusik zu Erosion in der Regie von Marcin Liber (2004)

## Quelle
- culture.pl – Zbigniew Łowżył

| Personendaten    | Personendaten                                                 |
| ---------------- | ------------------------------------------------------------- |
| NAME             | Łowżył, Zbigniew                                              |
| KURZBESCHREIBUNG | polnischer Komponist, Schlagzeuger, Pianist und Musikpädagoge |
| GEBURTSDATUM     | 18. März 1965                                                 |
| GEBURTSORT       | Breslau                                                       |